# Disziplinarsenat des Bundesverwaltungsgerichts
Der Disziplinarsenat war bis Ende 2015 ein Spruchkörper des Bundesverwaltungsgerichts. Seit 2016 hat der 2. Revisionssenat seine Zuständigkeit mit übernommen.

## Zuständigkeit
Der Senat war zuletzt, im Geschäftsjahr 2015, für Beamtendisziplinarsachen nach der Bundesdisziplinarordnung zuständig.

## Letzte Besetzung
- Vorsitzender: Ulf Domgörgen
- Stellvertretender Vorsitzender: Klaus-Dieter von der Weiden
- Beisitzer: Andreas Hartung

Darüber hinaus wurden zu den Verfahren Beamte als ehrenamtliche Beisitzer hinzugezogen. Die drei Berufsrichter gehörten bereits während des Bestehens des Disziplinarsenates zugleich dem 2. Revisionssenat an.

## Vorsitzende
| Nr. | Name (Lebensdaten)                | Beginn der Amtszeit | Ende der Amtszeit |
| --- | --------------------------------- | ------------------- | ----------------- |
| 1   | Harald Dickertmann (1909–1994)    | 1. Oktober 1967     | 31. Mai 1975      |
| 2   | Ernst-Wolfram Amelung (1909–1988) | 13. Juni 1975       | 31. Juli 1977     |
| 3   | Horst Gützkow (1920–2007)         | 2. August 1977      | Dezember 1983     |
| 4   | Paul Schwarz (* 1928)             | 22. Dezember 1983   | Dezember 1987     |
| 5   | Erich Bermel (* 1935)             | 22. Dezember 1987   | 31. Mai 2000      |
| 6   | Hartmut Albers (* 1943)           | 22. Juni 2000       | 30. Juni 2008     |
| 7   | Georg Herbert (* 1947)            | 1. August 2008      | 31. März 2012     |
| 8   | Ulf Domgörgen (* 1956)            | 10. Juli 2012       |                   |